# Autostrada A1 (Portugalia)
Autostrada A1, Autostrada Północna (port. Autoestrada A1, Auto-Estrada do Norte) – autostrada znajdująca się na terytorium Portugalii. Jest to najdłuższa autostrada w kraju, łączy Lizbonę z Apuradą i dalej poprzez autostradę A28 z rejonami znajdującymi się blisko granicy z Hiszpanią. Przejazd autostradą jest płatny. Koncesjonariuszem zarządzającym autostradą jest Brisa – Auto-estradas de Portugal (BRISA).

## Trasy europejskie
Przebieg autostrady A1 stanowi fragment tras europejskich E1 oraz E80.
| Trasa europejska | Odcinek                                           |
| ---------------- | ------------------------------------------------- |
| E1               | Sacavém (węzeł 1) – Carvalhos (węzeł 19)          |
| E80              | Sacavém (węzeł 1) – Albergaria-a-Velha (węzeł 16) |

## Ważniejsze miejscowości na trasie A1
- Lizbona
- Santarém
- Leiria
- Coimbra
- Aveiro
- Porto